# Trude Berliner

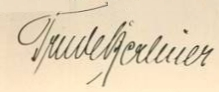
Unterschrift von Trude Berliner

Trude Berliner, gebürtig Gertrude Gabriele Berliner (* 28. Februar 1904 in Berlin; † 26. Februar 1977 in Pacific Beach, San Diego), war eine deutsche Schauspielerin, Tänzerin und Sängerin.

## Leben
Von 1920 bis 1933 trat die beliebte und vielbeschäftigte Künstlerin an den Berliner Varieté- und Theaterbühnen auf, meist in Operetten und Komödien. Ab 1924 spielte sie in Stummfilmen mit, bevor sie von 1929 bis 1933 zu einem begehrten Star des aufkommenden Tonfilms wurde. Nach der Machtergreifung durch die Nazis 1933 floh sie aus Deutschland und gastierte an einigen deutschsprachigen Bühnen des Auslands und in holländischen Exilkabaretts.
1939 emigrierte sie in die USA, wo sie zuerst in New York, dann in Los Angeles an einigen deutschsprachigen Kabarettveranstaltungen mitwirkte. Es gelang ihr nicht, in Hollywood an ihre frühere Karriere als Filmschauspielerin anzuschließen, sie wurde nur für wenige kleine Nebenrollen engagiert. Zur Sicherung ihres Unterhalts arbeitete sie in den 1940er und 1950er Jahren als Keramikmalerin und zusammen mit ihrem Mann Max Schoop als Farmverwalter.

### Jugend

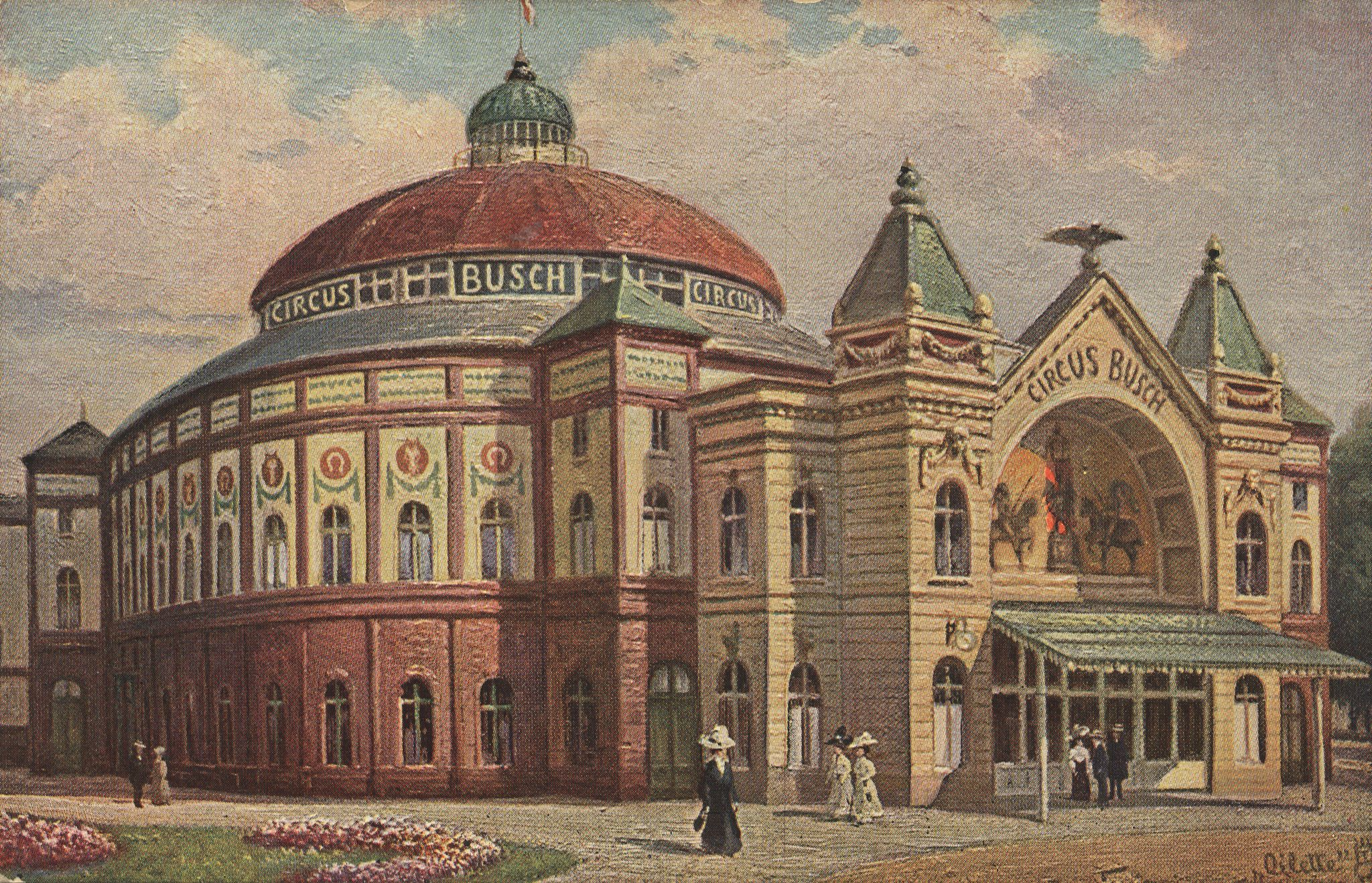
Zirkus Busch in Berlin, um 1900.

Gertrude Gabriele Berliner wurde am 28. Februar 1904 als Tochter des jüdischen Kaufmanns Liebmann Ludwig Berliner und seiner Ehefrau Jenny, geb. Cohn, in Berlin im Spandauer Viertel um den Hackeschen Markt geboren. Ihr Elternhaus lag in der Nähe des Zirkus Busch, „dessen Rundbau geheimnisvoll faszinierend wirkte und mit seiner Buntheit in die bürgerliche Welt im Hause der Familie Berliner herübergriff“. Über ihre Herkunft ist nichts bekannt, außer dass sie einen Bruder hatte, siehe #Arnold Berliner.
Schon als Kind erhielt sie in Berlin Gesangs- und Ballettunterricht bei Nanny Mangelsdorff, die Solotänzerin an der Königlichen Oper Berlin und „eine beliebte Tanzpädagogin der alten Schule des Spitzentanzes“ war. Mit acht Jahren wurde sie Mitglied der „Berliner Theaterkinder“, mit denen sie unter anderem in Montis Operettentheater und in Weihnachtsstücken am Berliner Theater und im Zirkus Busch auftrat. Ihr erster regulärer Bühnenauftritt war die Rolle des Heinerle in der Operette „Der fidele Bauer“ von Leo Fall am Theater des Westens. 1916 wurde die 13-Jährige von Max Mack, einem Pionier des deutschen Stummfilms, für die Rolle des „Kindes“ in dem Melodram „Adamants letztes Rennen“ engagiert.

### Weimarer Republik
Nach dem Ersten Weltkrieg begann Trude Berliner ihre Karriere als vielbeschäftigte und beliebte Bühnendarstellerin. Sie trat an den Berliner Varieté- und Theaterbühnen auf und gastierte an Theatern in Hamburg, Kopenhagen, Stockholm und Helsinki. Ab 1924 spielte sie in einigen Stummfilmen mit, und von 1930 bis 1933 in jährlich bis zu zehn Tonfilmen. Einige ihrer Lieder wurden in den 1930er Jahren auf Schallplatte aufgenommen (siehe #Diskographie). Von 1930 bis 1933 arbeitete sie auch für den Rundfunk. In ihrer Freizeit war sie „eine eifrige Sportlerin, die Tennis, Reiten, Rudern und Autofahren bevorzugt“.

#### Theater
In den 1920er Jahren feierte Trude Berliner an verschiedenen Berliner Varieté-Bühnen wie der Scala oder dem Wintergarten Erfolge als Schauspielerin und Tanzsoubrette, Anfang der 1930er Jahre trat sie auch im „Tingel-Tangel-Theater“ auf, einem 1931 von Friedrich Hollaender gegründeten politisch-literarischen Kabarett.
Die „charmante, komödiantisch begabte Künstlerin“ spielte meist in Operetten und Komödien an bedeutenden Bühnen in Berlin: an dem Theater am Schiffbauerdamm, am Lustspielhaus, am Großen Schauspielhaus, im Berliner Theater und an der Komischen Oper. Zu einem ihrer letzten großen Auftritte vor der Emigration zählt die Berliner Uraufführung von Paul Abrahams Operette „Ball im Savoy“ 1932 im Großen Schauspielhaus, in der sie in der Rolle der argentinischen Tänzerin Tangolita glänzte.

#### Film
Als junges Mädchen hatte Trude Berliner bereits 1916 in dem Film „Adamants letztes Rennen“ mitgewirkt. Als Erwachsene begann sie ihre Karriere als Filmschauspielerin 1924 mit einer kleinen Rolle als Kammerzofe in der Rokoko-Komödie „Der geheime Agent“. Nach einigen weiteren Filmen drehte sie 1930 mit dem Detektivfilm „Masken“ ihren letzten Stummfilm, in dem sie die Gehilfin eines Detektivs spielte.
Als Ende der 1920er Jahre „die Bilder sprechen lernten“, meisterte Trude Berliner dank ihrer Bühnenerfahrung mühelos den Übergang vom Stummfilm zum Tonfilm. 1929 spielte sie in dem Film „Dich hab’ ich geliebt“ mit, der filmhistorisch bedeutsam wurde als „der erste in einem deutschen Atelier aufgenommene hundertprozentige Tonfilm“. Bis zu dem durch die Nazis erzwungenen Ende ihrer Karriere in Deutschland wirkte Trude Berliner in den Jahren 1929 bis 1933 an 30 Spielfilmen mit. Die „hübsche Brünette“ mit der erotischen Ausstrahlung gehörte nicht zu den Topstars, trug aber als Publikumsliebling zum Erfolg vieler Filme bei. Die meisten Produktionen waren, dem Zeitgeschmack entsprechend, Unterhaltungsfilme ohne größeren Tiefgang, die in der schweren Nachkriegs- und Inflationszeit zur Aufmunterung der Kinogänger beitragen sollten. Trude Berliner spielte oft Neben- oder Episodenrollen, in denen sie „kesse, quirlige Mädchen, oft mit berlinerischer Herkunft“ mimte, aber auch eine Reihe von Hauptrollen. In Rollen als Schauspielerin, Tänzerin, Sängerin, Schlagzeugerin, Schokoladenverkäuferin und Mannequin konnte sie zudem auch „ihr gesangliches und tänzerisches Talent unter Beweis stellen“. Trude Berliners letzter Spielfilm, den sie vor ihrer Emigration noch drehen konnte, war die Komödie „Es war einmal ein Musikus“, die am 19. April 1934 uraufgeführt wurde, „eine publikumssichere Mischung mit viel Musik, Humor und witzigen Dialogen“.
Von der Fachpresse wurde Trude Berliner durchweg freundlich beurteilt: „Trude Berliner hat ihr sicheres Publikum“, „Trude Berliner, deren darstellerischer Schmiß jetzt außer Frage steht“, „sehr lustig: Trude Berliner in einer Schwipsszene“, „Trude Berliner bringt für die kleine Kanaille aus dem Volke … Witz, Laune und die notwendige Keßheit mit“. Die „Filmwelt“ schrieb 1932 über sie:
„Mit 11 Tonfilmrollen stand sie im vorigen Jahre an der Spitze der am meisten beschäftigten Darsteller. Trude Berliner … hat von ihrer Vaterstadt den Grundzug ihres Wesens übernommen: Rasche Entschlußfähigkeit, Witz, eine gewisse Keßheit, die durch Gutmütigkeit gemildert wird, Schlagfertigkeit und nimmermüde Beweglichkeit, alles Eigenschaften, die sie auch auf ihre Filmrollen überträgt und dadurch zu bemerkenswerten darstellerischen Abschnitten macht.“

### Emigration

#### Europa
Die Machtergreifung durch die Nazis beendete 1933 abrupt die Karriere der jüdischen Künstlerin. Sie verließ ihr Domizil in Berlin-Friedenau, Varziner Straße 22, und ging zunächst nach Zürich und bald darauf nach Wien, wo sie mit Elisabeth Bergner in der Operette „Die Katze im Sack“ auftrat. Im Mai 1934, auf der Durchreise nach England, gastierte sie kurz in Rudolf Nelsons Exilkabarett „La Gaîté“ in Amsterdam. Nach einer ausgedehnten Südamerika-Tournee 1936 übernahm sie ein Engagement am Neuen Deutschen Theater in Prag, von wo sie im Frühjahr 1938 über Paris in die Niederlande flüchtete. Von Mai bis August 1938 wirkte sie in Willy Rosens Kabarett „Das Theater der Prominenten“ in Scheveningen mit, von September bis Oktober in Amsterdam.

#### USA

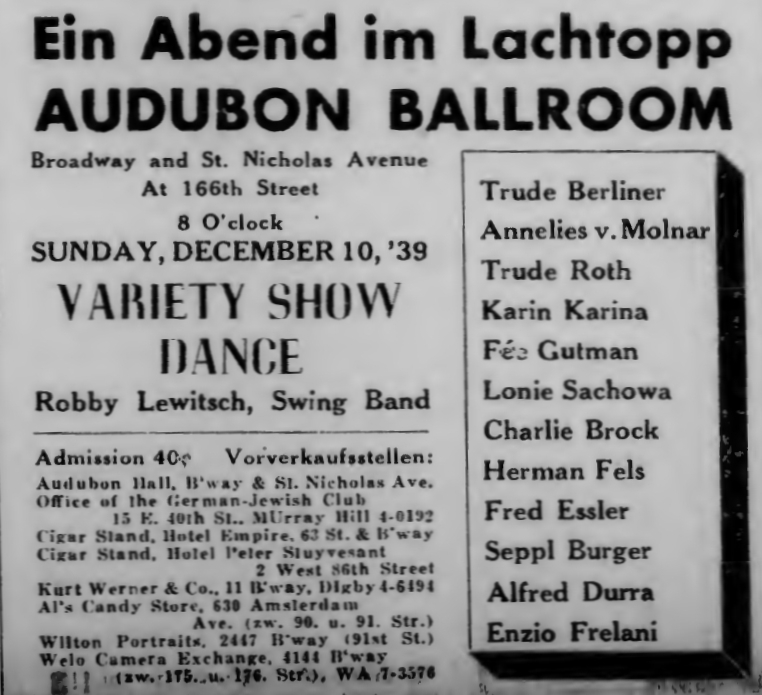
Anzeige für eine Varietéveranstaltung mit Trude Berliner in New York, 1939.

Am 8. Februar 1939 flüchtete Trude Berliner über Lissabon nach New York. (Am 16. April 1941 wurde sie formell von Nazi-Deutschland ausgebürgert.) In den Jahren 1939 und 1940 wirkte Trude Berliner in New York an einigen Kabarettveranstaltungen mit, für die sie zusammen mit dem amerikanischen Schauspieler und Kabarettisten Charles Brock (1891–1961) die Conférence übernahm.
Die spärlichen Möglichkeiten, die New York der Kabarettistin und Schauspielerin bot, veranlassten Trude Berliner im Sommer 1941 nach Los Angeles zu übersiedeln, in der Hoffnung, in dem Mekka des Films ihr Auskommen zu finden. Um die Jahreswende 1941/1942 trat sie zusammen mit zahlreichen anderen Exilkünstlern in Los Angeles bei drei „Künstlerabenden“ auf, die vom Jewish Club of 1933 veranstaltet wurden, jedoch ergaben sich keine weiteren Engagements dieser oder ähnlicher Art.
Trude Berliner war in erster Ehe mit einem Mann namens Götte oder Goette verheiratet, über den weiter nichts bekannt ist. In den 1940er Jahren heiratete sie in Los Angeles den Maler Max Schoop, der dort mit seiner Mutter und seinem Bruder Paul lebte. Trude Berliner erging es wie den meisten Filmschauspielern im Exil, es gelang ihr nicht wieder Fuß zu fassen. Die fünf Minirollen, die sie von 1942 bis 1945 spielen durfte, meist ohne Namensnennung, trugen kaum zu ihrem Lebensunterhalt bei. In den 1940er Jahren arbeitete Trude Berliner zeitweise als Keramikmalerin in der Fabrik von Hedi Schoop, einer der beiden Schwestern ihres Mannes Max Schoop, die schon seit 1934 in Los Angeles lebte. Sie hatte 1943 den Filmschauspieler Ernö Verebes geheiratet, den Trude Berliner aus ihrer Berliner Zeit und von gemeinsamen Dreharbeiten her kannte. Später betrieb Trude Berliner ein Tierheim und bewirtschaftete in den 1950er Jahren neun Jahre lang mit ihrem Mann zusammen die Dos Parlmas Ranch, die Baumwoll- und Dattelpalmenfarm des Schauspielers Ray Morgan, die in der kalifornischen Wüste bei San Diego nahe der mexikanischen Grenze lag.

### Lebensabend
Anfang Juni 1955 kehrte Trude Berliner vorübergehend nach Berlin zurück. Sie spielte eine Nebenrolle in dem Film „Vor Gott und den Menschen“, konnte jedoch nicht an ihre Vorkriegserfolge anschließen. Ihre beiden letzten Lebensjahrzehnte verbrachte sie in Pacific Beach, einem am Pazifischen Ozean gelegenen Stadtteil von San Diego. Trude Berliner starb zwei Tage vor ihrem 74. Geburtstag, am 26. Februar 1977 in Pacific Beach. Sie wurde wunschgemäß eingeäschert und ihre Asche bei Point Loma, einer Halbinsel am Eingang der Bucht von San Diego, ins Meer gestreut. Ihr Mann überlebte sie um sieben Jahre und starb 1984.

### Einzelheiten

#### Arnold Berliner
Über das Leben von Trudes Bruder Adolf Arnold Berliner (geboren am 25. Februar 1897 in Berlin) ist nur wenig bekannt. Einige Monate nach dem Ende des Zweiten Weltkrieges setzte Trude Berliner am 19. Oktober 1945 in die deutschsprachige Exilzeitschrift Aufbau folgende Suchanzeige:
„Wer kann Auskunft geben über meinen Bruder Arnold Berliner, zuletzt Camp de Drancy, Frankreich am 7. September 1942 von dort unbekannt wohin deportiert. Dankbar für jede Auskunft. Spesenvergütung.“
Arnold Berliner wurde von Marseille aus kommend über das Sammellager Drancy im Nordosten von Paris am oben genannten Datum in das Vernichtungslager Auschwitz deportiert und dort vermutlich gleich nach der Ankunft ermordet.

#### Casablanca
1942 durfte Trude Berliner zum ersten Mal in einem amerikanischen Spielfilm mitwirken, und zwar in dem Jahrhundertfilm „Casablanca“. Wie einige andere Exilschauspieler leistete sie mit ihrer ungenannten Minirolle einen kleinen Beitrag zur Illustration der Atmosphäre in Ricks Café, dem Hauptschauplatz der Handlung.
Trude Berliner stellte in dem Film eine Frau dar, die mit einem holländischen Bankier Baccarat spielte. Zu dem vorbeikommenden Oberkellner Carl sagte sie: „Hallo Kellner, fragen Sie bitte Rick, ob er etwas mit uns trinken will?“, und Carl antwortete: „Madame, er trinkt nie mit Kunden. Nie. Ich habe niemals dergleichen gesehen“, worauf Trude Berliner sich bei ihrem Spielpartner beklagte: „Woher kommt es, dass Gastwirte so hochnäsig sind?“ Damit war ihr Auftritt in dem Film beendet.

#### „Reumütige Erklärung“

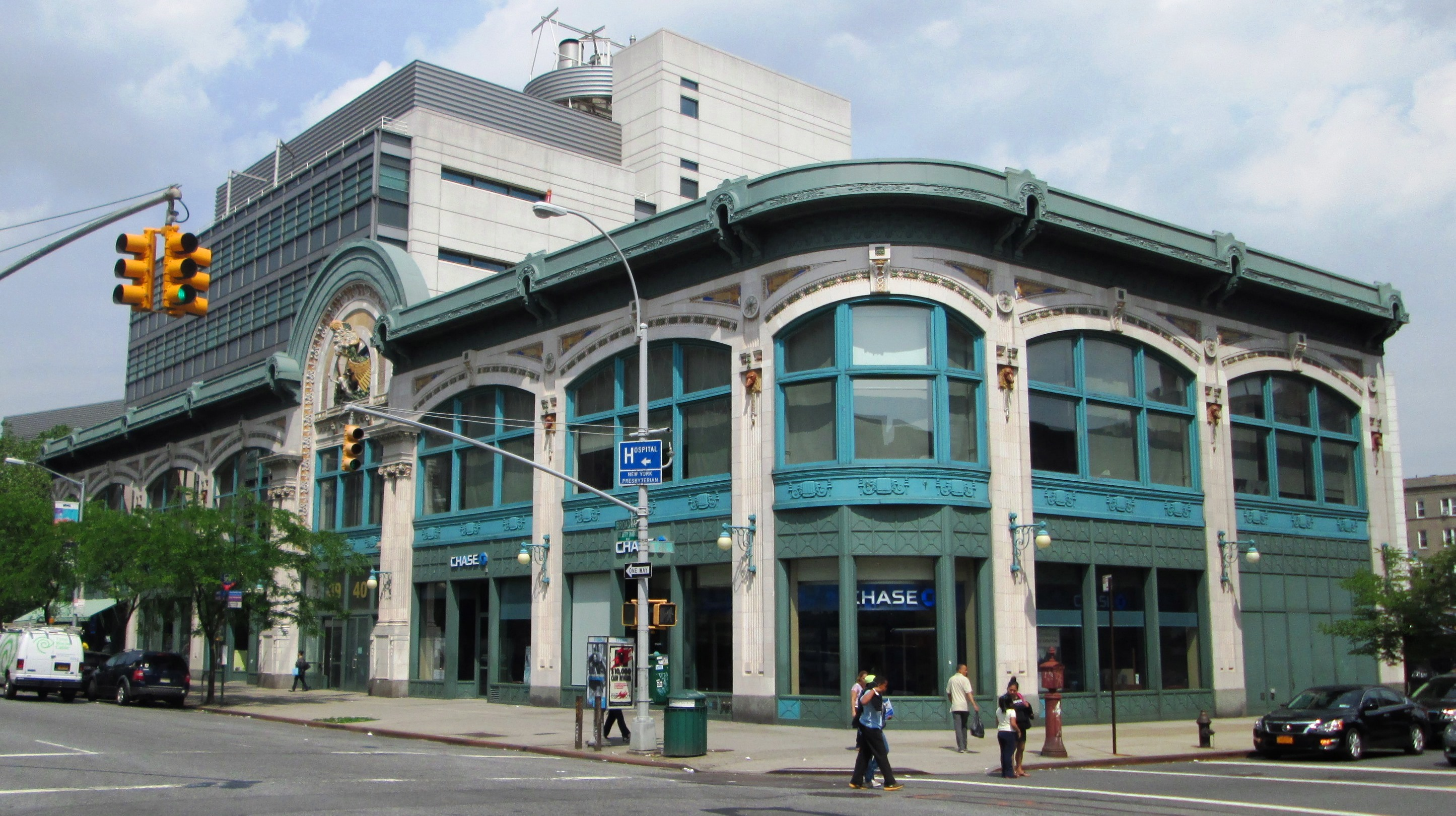
Audubon Ballroom in New York, 2014.

In einem Leserbrief an die Exilzeitschrift „Aufbau“ beklagten Trude Berliner und Charlie Brock am 22. Dezember 1939 „reumütig“ einen Skandal, an dem sie gar nicht schuld waren. Sie hatten den „Audubon Ballroom“ in New York für eine „Variety Show“ angemietet, bei der unter ihrer Doppel-Conference ein Dutzend Exilkünstler auftreten sollten (siehe Abbildung der #Voranzeige). Der Saal fasste angeblich 1800 Personen, wie der Besitzer des Lokals versicherte. Am Abend der Veranstaltung erschienen 1500 Leute mit gültigen Karten, aber es stellte sich heraus, dass nur 700 Menschen in den Saal passten!
Natürlich freuten sich die Veranstalter trotz allem über den großen Zuspruch, und der Leserbrief spiegelte einen gewissen Stolz, dass es ihnen gelungen war, so viele Zuschauer anzuziehen. Trude Berliner, die erst vor wenigen Monaten in New York angekommen war, musste dieser Erfolg zuversichtlich stimmen. Aber nur zu bald wurde klar, dass das amerikanische Publikum auf Dauer offenbar keinen großen Gefallen an Varietéprogrammen europäischer Fasson fand, und Trude Berliner musste sich nach anderen Möglichkeiten umsehen, ihren Lebensunterhalt zu verdienen.

## Filmografie

### Stummfilme
- 1916: Adamants letztes Rennen[30]
- 1924: Der geheime Agent
- 1925: Krieg im Frieden
- 1925: Die Feuertänzerin
- 1928: Der moderne Casanova
- 1929: Tempo! Tempo!
- 1929: Die Zirkusprinzessin
- 1929: Es flüstert die Nacht …
- 1929: Ehe in Not
- 1930: Masken[31]

### Tonfilme

#### Weimarer Republik
Hinweis: Die meisten der Filme sind beschrieben in Wendtland 1988 und Klaus 1988 bzw. den entsprechenden Folgebänden.
- 1929: Dich hab’ ich geliebt
- 1930: Die singende Stadt
- 1930: Ein Mädel von der Reeperbahn
- 1930: Der Tiger
- 1930: Ein Walzer im Schlafcoupé
- 1930: Pension Schöller
- 1930: Das Rheinlandmädel
- 1930: Sturm auf drei Herzen
- 1931: Drei Tage Liebe
- 1931: Mein Herz sehnt sich nach Liebe
- 1931: Schachmatt
- 1931: Weekend im Paradies
- 1931: Der Hochtourist
- 1931: Ich heirate meinen Mann
- 1931: Der Stumme von Portici
- 1931: Schatten der Manege
- 1931: Jede Frau hat etwas
- 1931: Der verjüngte Adolar
- 1932: Durchlaucht amüsiert sich
- 1932: Die unsichtbare Front
- 1932: Die Zwei vom Südexpress
- 1932: Fräulein – Falsch verbunden
- 1932: Moderne Mitgift
- 1932: Das Schiff ohne Hafen
- 1932: Der Stolz der 3. Kompanie
- 1932: Nachtkolonne
- 1933: Großstadtnacht
- 1933: Kaiserwalzer
- 1933: Tausend für eine Nacht
- 1933: Es war einmal ein Musikus

#### USA
- 1942: Casablanca (ohne Namensnennung)
- 1942: Reunion in France (ohne Namensnennung)
- 1943: The Strange Death of Adolf Hitler
- 1945: Dolly Sisters (The Dolly Sisters) (ohne Namensnennung)
- 1945: Hotel Berlin (Trude Berliner wird nur in der „TCM Movie Database“ als Darstellerin erwähnt.[32] Laut Aufbau vom 16. März 1945 fungierte sie als „technical advisor“.)

#### Bundesrepublik Deutschland
- 1955: Vor Gott und den Menschen

### Kurzfilme
- 1931: UFA-Kabarett-Programm Nr. 1[33][34]
- 1933: Der große Unbekannte[35]

## Diskographie
Quelle: #Leimbach 1991.

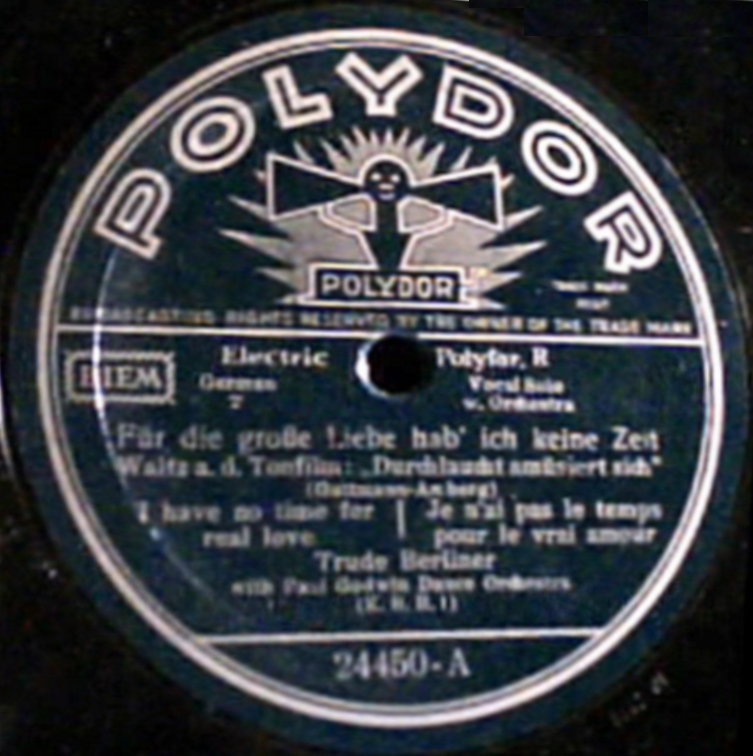
„Für die grosse Liebe hab’ ich keine Zeit“ von Trude Berliner, 1932.

- 1930: „Ein Mädel von der Reeperbahn“. Homocord 4-3925, Matrixnummer H-83226. Enthalten auf der CD „Populäre jüdische Künstler“, erschienen bei "Trikont".

- 1930: „Mach rotes Licht, wir wollen Tango tanzen“. Homocord 4-3925, Matrixnummer H-83227. Enthalten auf CD 1 der Doppel-CD „Frivole Lieder, Perlen der Kleinkunst“, erschienen bei Membran Music, Hamburg erschienen ist.

- 1932: „Für die grosse Liebe hab’ ich keine Zeit“. Walzer aus dem Film „Durchlaucht amüsiert sich“ (A. Guttmann – Ch. Amberg). Mit dem Paul Godwin Tanzorchester. Polydor 24450-A, Matrixnummer 4302 BR, youtube:.

- 1932: „Ein kleines bißchen Liebe (Ein kleines Ding zum Lieben)“. Foxtrot aus dem Film „Nachtkolonne“ (Buder – Amberg). Mit dem Paul Godwin Tanzorchester. Polydor 24450-B, Matrixnummer 4303 BR, youtube:.

- 1933: „Tangolita“. Lied aus der Operette „Ball im Savoy“ von Paul Abraham (Grünwald und Beda). Deutsche Grammophon 25029 / Polydor 17013.

### Leben
- Stephanie D’heil: Trude Berliner, online: Steffi-Line.
- Herbert A. Frenzel, Hans Joachim Moser (Hrsg.): Kürschners biographisches Theater-Handbuch. Schauspiel, Oper, Film, Rundfunk. Deutschland, Österreich, Schweiz. De Gruyter, Berlin 1956, DNB 010075518, S. 47–48.
- Philippe Pelletier: Trude Berliner. cinéartistes.com.
- Frithjof Trapp (Hrsg.): Handbuch des deutschsprachigen Exiltheaters 1933–1945. 1. A–K. München 1999, S. 82.
- Kay Weniger: Das große Personenlexikon des Films. Die Schauspieler, Regisseure, Kameraleute, Produzenten, Komponisten, Drehbuchautoren, Filmarchitekten, Ausstatter, Kostümbildner, Cutter, Tontechniker, Maskenbildner und Special Effects Designer des 20. Jahrhunderts. Band 1: A–C. Erik Aaes – Jack Carson. Schwarzkopf & Schwarzkopf, Berlin 2001, ISBN 3-89602-340-3, S. 355.
- Kay Weniger: „Es wird im Leben dir mehr genommen als gegeben …“. Lexikon der aus Deutschland und Österreich emigrierten Filmschaffenden 1933 bis 1945. Eine Gesamtübersicht. ACABUS Verlag, Hamburg 2011, ISBN 978-3-86282-049-8, S. 99.

### Beruf
- Horst J. P. Bergmeier: Chronologie der deutschen Kleinkunst in den Niederlanden 1933–1944. Hamburg 1998.
- Allerlei Abenteuer um den „Hochtourist“. In: Filmwelt, Nummer 48, 29. November 1931, S. 4–5; virtual-history.com
- Die richtige Berlinerin. In: Filmwelt, Nummer 4, 24. Januar 1932, S. 10–11; virtual-history.com
- Ulrich J. Klaus: Deutsche Tonfilme: Filmlexikon der abendfüllenden deutschen und deutschsprachigen Tonfilme nach ihren deutschen Uraufführungen (1929–1945). 1. Jahrgang 1929.30. Berlin 1988.
  -  2. Jahrgang 1931. Berlin 1989.
  -  3. Jahrgang 1932. Berlin 1990.
  -  3. Jahrgang 1933. Berlin 1992.
- Berthold Leimbach (Hrsg.): Berliner, Trude. Filmschauspielerin. Tanzsoubrette. In: Tondokumente der Kleinkunst und ihre Interpreten 1898–1945. Göttingen 1991, 2 Seiten (ohne Seitenzahl).
- Karlheinz Wendtland, Helga Wendtland: Geliebter Kintopp: sämtliche deutsche Spielfilme von 1929–1945. Gesamtregister. Berlin 1991.
- Karlheinz Wendtland, Helga Wendtland: Geliebter Kintopp: sämtliche deutsche Spielfilme von 1929–1945; mit zahlreichen Künstlerbiographien. Jahrgang 1929 und 1930. Berlin 1988? – Kurzbiographie von Trude Berliner: Seite 164–165.
  -  Jahrgang 1931. Berlin 1991.
  -  Jahrgang 1932. Berlin 1992.
  -  Jahrgang 1933 und 1934. Berlin 1988.